# Mercado Atacadista de Frutos do Mar de Huanan
O Mercado Atacadista de Frutos do Mar de Huanan(pt-BR) ou Mercado Grossista de Frutos do Mar de Huanan(pt-PT?) (chinês simplificado: 武汉华南海鲜批发市场), também conhecido como Mercado de Frutos do Mar de Huanan, é um mercado de venda de animais e frutos do mar frescos no distrito de Jianghan, Wuhan, na província de Hubei, República Popular da China. O mercado ficou famoso internacionalmente depois de a Organização Mundial da Saúde ter sido notificada em 31 de dezembro de 2019 de um surto de pneumonia que acabaria por atingir algumas semanas depois a classificação de pandemia. Das 41 pessoas inicialmente infectadas e hospitalizadas por COVID-19 até 2 de janeiro de 2020, dois terços haviam sido expostas ao mercado. O mercado foi fechado em 1 de janeiro de 2020 para procedimentos sanitários e de desinfecção. Das 585 amostras de animais retiradas do mercado, 33 confirmaram a contaminação por SARS-CoV-2.

## Instalações e operações
O mercado ocupa mais de 50 000m2 e contava com mais de 1000 vendedores. É o maior mercado de venda por atacado de frutos do mar em Wuhan e na China Central, com uma zona oeste conhecida pela venda de animais selvagens. O mercado estava localizado na parte mais nova da cidade, perto de lojas e prédios de apartamentos e fica a alguns quarteirões da estação ferroviária de Hankou.
No final de 2019, o mercado foi aprovado nas inspeções oficiais da cidade, de acordo com o The Wall Street Journal. No entanto, a Time relatou que condições "insalubres" foram encontradas. Seus corredores são estreitos e as barracas são próximas umas das outras, e os animais vivos eram mantidos próximo aos mortos. Era comum ver animais mortos esfolados ao ar livre. O New York Times informou que "o saneamento era deprimente, com pouca ventilação e lixo empilhado em pisos úmidos".

## Itens vendidos
Embora o mercado seja conhecido como mercado de frutos do mar, era conhecido principalmente pela venda de carne de animais selvagens (ye wei em chinês) e outros animais exóticos devido à demanda por esses animais para consumo. Uma lista de preços publicada por um vendedor listou 112 itens, incluindo vários animais selvagens. O South China Morning Post informou em 29 de janeiro de 2020 que o mercado vendia cerca de "120 variedades de animais selvagens de 75 espécies".

## Relação suspeita ao surto de coronavírus
Até 2 de janeiro de 2020, uma nova cepa de coronavírus (designada 2019-nCoV) foi confirmada em 41 pessoas hospitalizadas com pneumonia, onde dois terços das quais tiveram exposição direta ao mercado. Como as espécies de coronavírus (como SARS-CoV e MERS-CoV) circulam principalmente entre animais e, com a relação entre o surto de pneumonia e o mercado sendo estabelecido, suspeitava-se que o vírus pudesse ter sido transmitido de um animal para o homem (zoonose). Sugere-se que cobras ou morcegos sejam a fonte do vírus, principalmente considerando a variedade de animais selvagens vendidos no mercado.
Apesar da grande relação do mercado na origem da epidemia, ainda não está claro se o surto de coronavírus começou no mercado. O relato mais antigo de pessoas afetadas com os primeiros sintomas foi em 1 de dezembro de 2019, em uma pessoa que não foi exposta ao mercado ou a nenhuma das outras 40 pessoas afetadas até esse momento. Das 41 pessoas iniciais encontradas com o novo coronavírus, 13 não tinham vínculo com o mercado, um número significativo de acordo com especialistas em doenças infecciosas.    Em uma publicação posterior, o The Lancet informou que das 99 primeiras pessoas confirmadas com SARS-CoV-2019 no Hospital Wuhan Jinyintan entre 1 de janeiro e 20 de janeiro de 2020, 49 tinham histórico de exposição ao mercado. A publicação, no entanto, não opinou se o mercado era a origem ou apenas um elo da epidemia.
Em uma busca para descobrir a origem do SARS-CoV-2019, também foram coletadas amostras de animais do mercado entre 1 de janeiro e 12 de janeiro de 2020. No final de janeiro de 2020, o Centro Chinês de Controle e Prevenção de Doenças revelou que o vírus foi encontrado em 33 das 585 amostras de animais, das quais 31 vieram de uma área do mercado onde animais silvestres eram predominantemente vendidos. Essa foi outra indicação da relevância que o mercado desempenhou no surto da doença, mas ainda não houve declaração oficial relacionando esse local como a origem da epidemia.
Um artigo publicado em 24 de janeiro de 2020 observou que o mercado não estava associado a nenhum dos casos fora da China.

### Fechamento
Em 1 de janeiro de 2020, em resposta ao surto inicial da pneumonia, as autoridades de saúde fecharam o mercado para realizar investigações, além da limpeza e desinfecção do local. Na época, a agência estatal de notícias chinesa, Xinhua, afirmou que o mercado tinha sido encerrado para reforma.